# Grondwatermodel

Doorsnede van een aquifer

Een grondwatermodel is een computermodel van een grondwatersysteem dat gebruikt wordt in de hydrologie om aquiferomstandigheden te simuleren en te voorspellen.
Daar de berekeningen in wiskundige grondwatermodellen zijn gebaseerd op stromingsvergelijkingen van grondwater die vaak alleen oplosbaar zijn met numerieke methoden, worden deze modellen ook wel wiskundige of numerieke grondwatermodellen genoemd.

## Invoergegevens

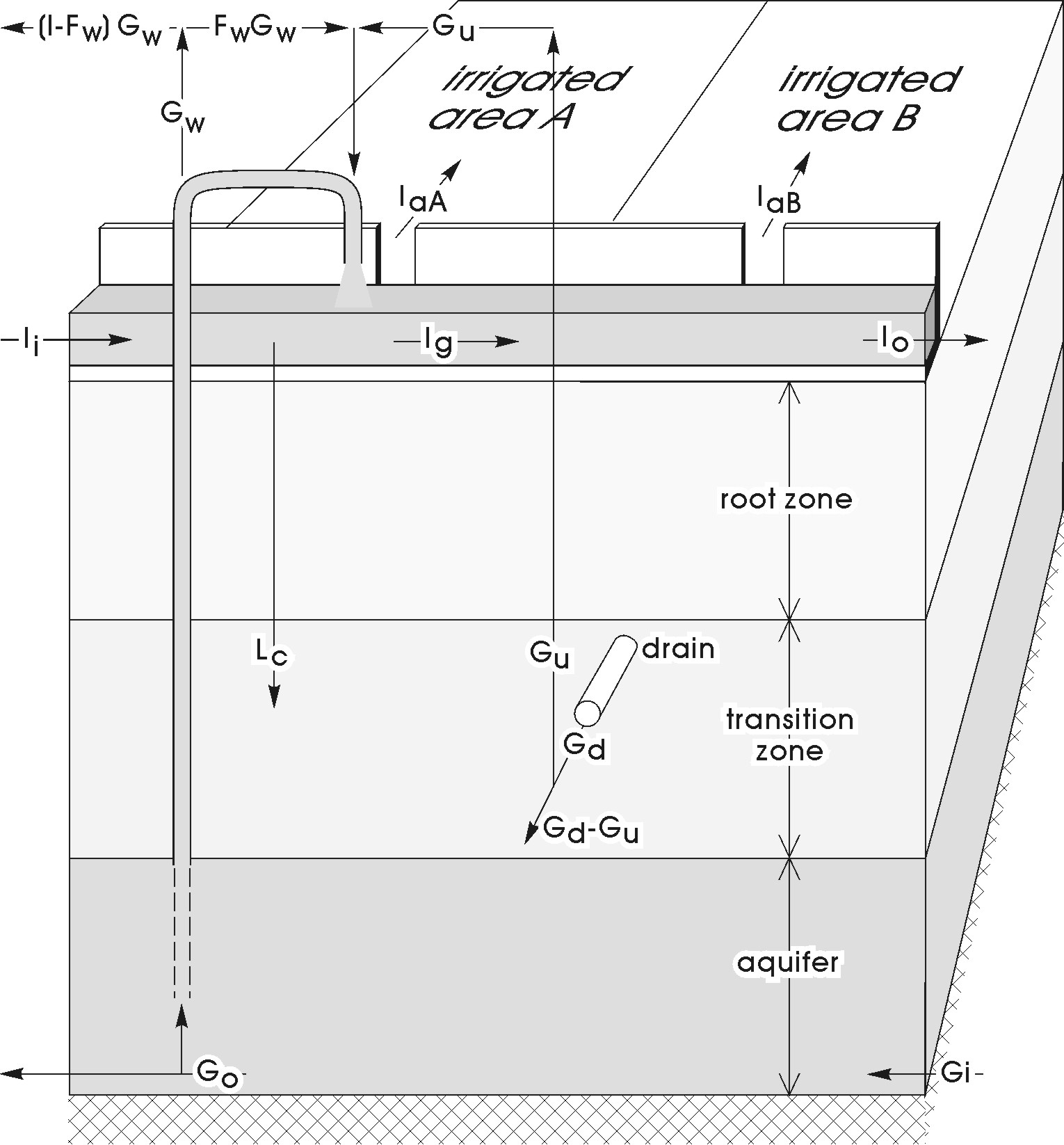
Voorbeeld van benodigde parameters in een irrigatie-grondwatermodel

Voor de berekeningen zijn invoergegevens nodig zoals:

Randvoorwaarden

- geometrische gegevens (afmetingen)
- hydrologische gegevens (neerslag, verdamping, oppervlakte afvoer enz.)
- operationele gegevens (irrigatie, drainage, grondwateronttrekking)
- externe voorwaarden (initiële en randvoorwaarden)
- hydraulische parameters (porositeit, doorlatendheid)

Het model kan ook chemische componenten bevatten zoals bodemzouten en chemische vervuiling.

## Toepasbaarheid
De toepasbaarheid van een grondwatermodel hangt af van de betrouwbaarheid van de invoergegevens. Veel parameters zijn variabel van plaats tot plaats en daardoor niet gemakkelijk te bepalen. Door het model te calibreren is het mogelijk de grootte van onzekere parameters te bepalen door de waarden systematisch te variëren en de respectieve modeluitkomsten te toetsen aan gegevens waarover meer zekerheid bestaat en daarna die waarden van de onzekere parameters te accepteren die het beste uit de toets tevoorschijn komen.
Een grondwatermodel kan ook gebruikt worden voor een sensitiviteitsanalyse: als de waarde van een invoervariable verandert, in welke mate veranderen dan de modeluitkomsten?

## Dimensies

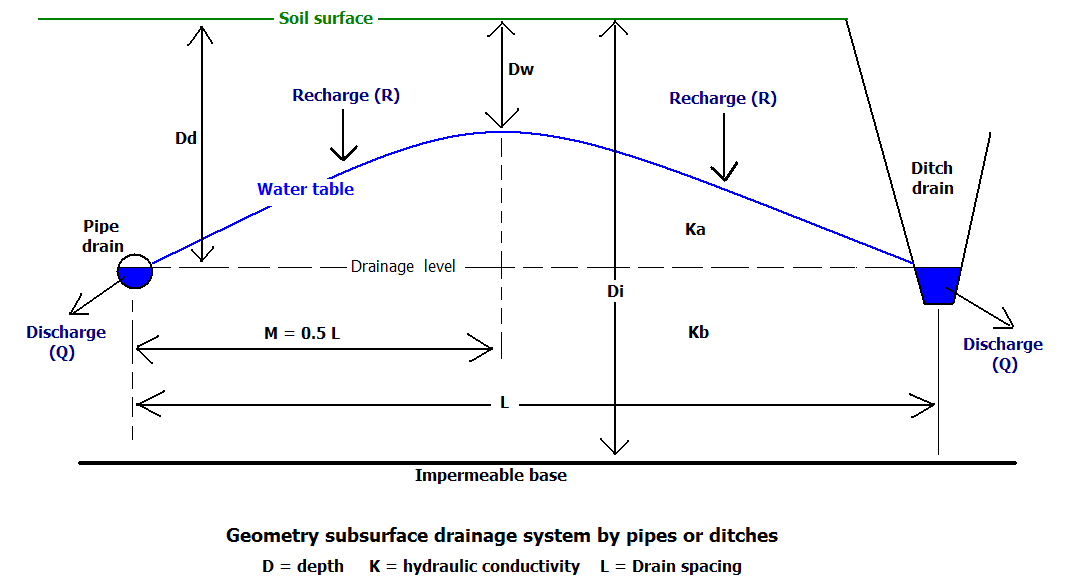
2-dimensionaal drainage model in een verticaal vlak

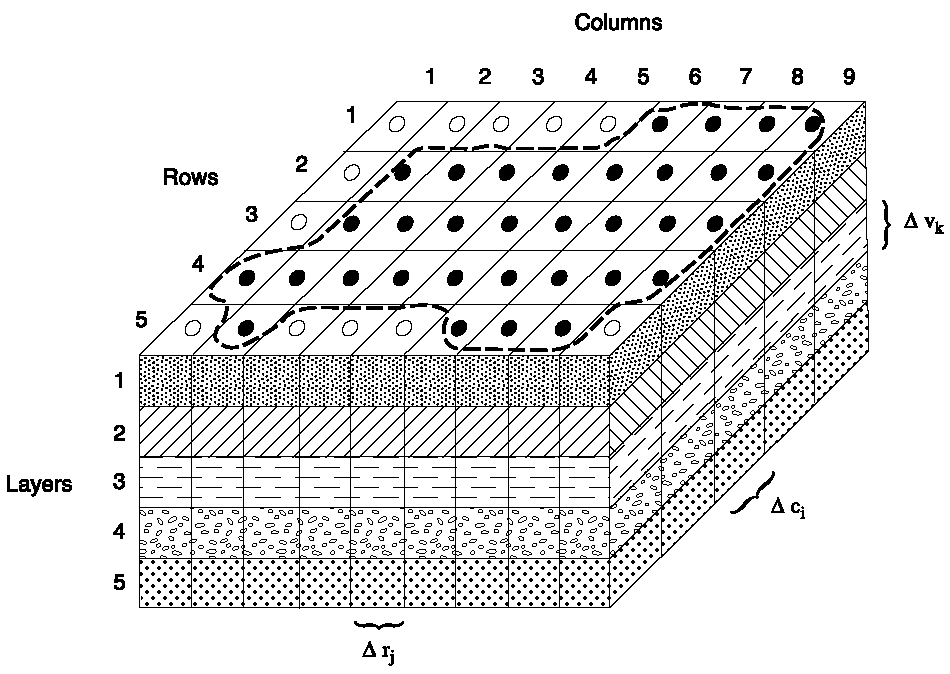
Een netwerk in 3 dimensies, ModFlow

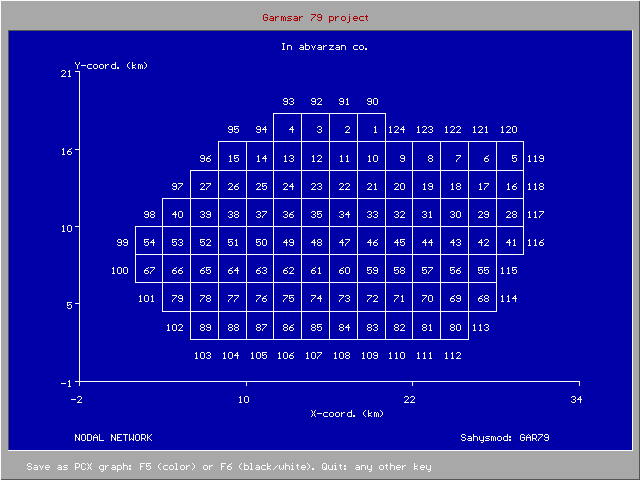
2-dimensionaal netwerk voor een prismatisch semi-driedimensionaal model

Er bestaan 1-, 2-, en 3-dimensionale modellen en daarnaast zijn er semi-driedimensionale modellen, vereenvoudigingen van de gecompliceerde 3-dimensionale modellen.
Een-dimensionale modellen kennen stroming in slechts één richting. Zij worden vaak gebruikt voor verticale stroming in een systeem van horizontale bodemlagen, bijvoorbeeld infiltratie.
Twee-dimensionale modellen worden onder meer toegepast in een systeem van verticale vlakken waarbij de stroming binnen een vlak elke richting kan aannemen tussen horizontaal en verticaal, terwijl de stroming in elk verticaal vlak identiek is, zoals in het drainagemodel dat gebruikt is voor de formule van Hooghoudt.
Drie-dimensionale modellen zoals ModFlow vereisen een "discretisatie" van het gehele stromingsdomein, waarbij het domein wordt onderverdeeld in kleinere elementen of cellen. Binnen elke cel hebben de bodemparameters een constante waarde, maar zij kunnen van cel tot cel variëren. De grondwaterstroming in een driedimensionaal model kan elke willekeurige richting aannemen.

Netwerk van drainageputten in een semi-driedimensionaal radiaal model met concentrische verticale cilinders waardoor het grondwater radiaal richting de put stroomt

Er zijn twee soorten semi-driedimensionale modellen:
- Radiale modellen die bestaan uit twee-dimensionale modellen in radiale vlakken die elkaar in een centrale as snijden. Het stromingsbeeld herhaalt zich en elk radiale vlak. Deze modellen hebben geen discretisatie nodig en kunnen dus ook continue modellen worden genoemd.
- Prismatisch gediscretiseerde modellen

Radiale modellen
Een voorbeeld van een niet gediscretiseerd radiaal model is de beschrijving van de grondwaterstroming naar een diepe put in een netwerk van putten waardoor grondwater wordt onttrokken.
Prismatische modellen
Prismatisch gediscretiseerde modellen als SahysMod kennen een tweedimensionaal netwerk over het landoppervlak, dat kan bestaan uit driehoeken, vierhoeken of polygonen. Het stromingsdomein is daardoor verdeeld in verticale prisma's, die weer onderverdeeld kunnen zijn in diverse horizontale lagen, welke in elke polygoon op verschillende hoogte kunnen liggen. De grondwaterstroming tussen de polygonen wordt berekend met een numerieke oplossing van de twee dimensionale "Dupuit-Forchheimer" stromingsformule. In een horizontaal vlak kan de stroming elke richting aannemen. De verticale stroming wordt berekend met de eendimensionale stromingsvergelijking van Darcy, of afgeleid van een waterbalans.

## Software
- FeFlow
- FEHM
- GMS
- GwFlow
- MicroFEM
- ModFlow
- PARFLOW
- SahysMod
- ZoomQ3D